# 芒努斯·希尔斯泰特
芒努斯·希尔斯泰特（瑞典語：Magnus Kihlstedt，1972年2月29日—），瑞典男子足球运动员，司职守门员。他曾代表瑞典国家队参加2000年欧洲足球锦标赛、2002年国际足联世界杯和2004年欧洲足球锦标赛。